# マダガスカルジャスミン
マダガスカルジャスミン（英：Madagascar jasmine、学名：Stephanotis floribunda）は、キョウチクトウ科（旧分類ではガガイモ科）シタキソウ属に属するマダガスカル原産のつる植物。多年草で、葉は対生、楕円形で厚い。筒状の白い花を5-9月頃咲かせる。別名アフリカシタキヅル。
観賞用に栽培されるほか、ブーケ等の材料としても利用される。花の香りがジャスミンに似ているが、ジャスミンの仲間ではない（ジャスミンはモクセイ科）。

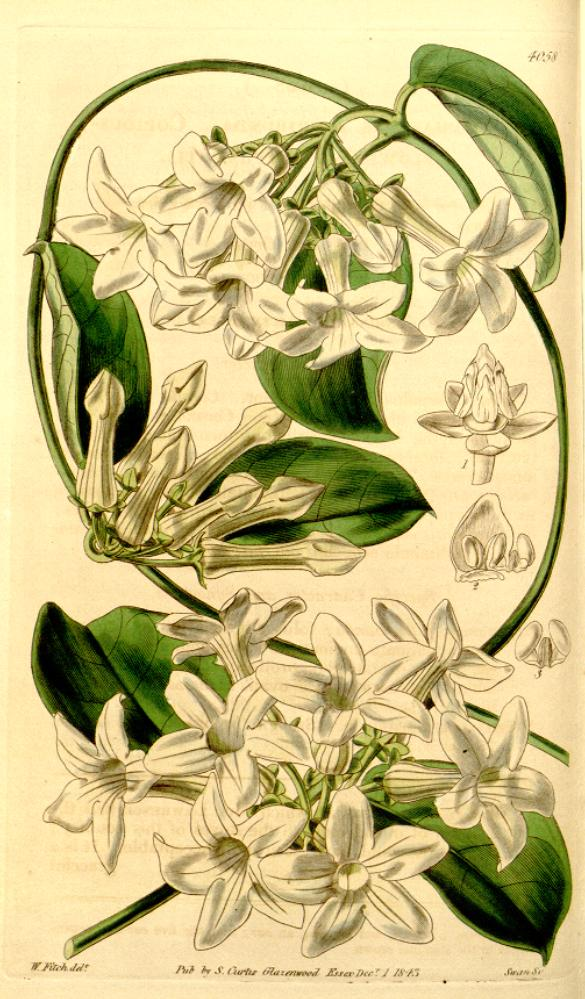
Hookerによるイラスト
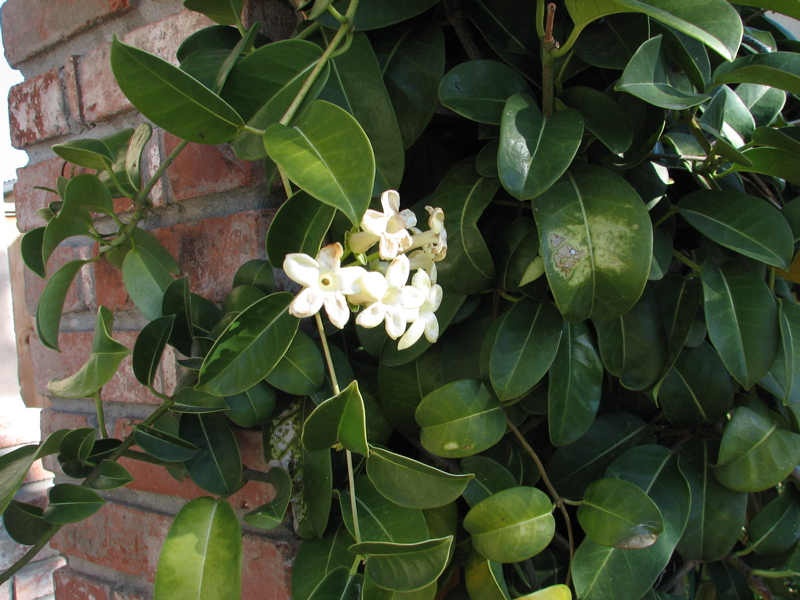
花と葉

## 毒性
- 毒成分　アルカロイド
- 毒部位　葉、花、実、根
- 毒症状　中枢神経刺激作用、心機能障害、痙攣、筋肉麻痺